# Enxhi Seli-Zacharias
Enxhi Seli-Zacharias (* 29. September 1993 in Tirana, Albanien) ist eine deutsche Politikerin (AfD). Sie ist seit 2022 Abgeordnete im Landtag von Nordrhein-Westfalen und dort stellvertretende Vorsitzende der Fraktion. 

## Leben
Seli-Zacharias kam im Alter von sechs Jahren aus Albanien mit ihrer Familie nach Gelsenkirchen. Sie studierte Politikwissenschaft und war als Referentin für Schule und Bildung bei der AfD-Fraktion des Landtags Nordrhein-Westfalen tätig. Sie ist verheiratet und hat ein Kind.

## Politik
Seli-Zacharias ist seit 2020 Mitglied im Rat der Stadt Gelsenkirchen, dort Mitglied des Integrationsrates und des Ordnungsausschusses sowie Mitglied der Bezirksvertretung Mitte. Als integrationspolitische Sprecherin der AfD-Ratsfraktion unterstützte sie den in den Rat eingebrachten Antrag zum Stopp des Prüfungsverfahrens zur Zulassung des Muezzinrufes per Lautsprecher, der im März 2021 mehrheitlich abgelehnt wurde.
Bei der Landtagswahl im Mai 2022 kandidierte sie für das Direktmandat im Wahlkreis 74 (Gelsenkirchen II) und erreichte 11,1 % der Erststimmen. Sie zog auf Platz 7 der AfD-Landesliste in den Landtag ein und wurde zur stellvertretenden Vorsitzenden der AfD-Landtagsfraktion gewählt. Sie ist Sprecherin der AfD im Ausschuss für Gleichberechtigung und übt dieselbe Funktion im Ausschuss Integration aus. Außerdem ist sie Mitglied im Untersuchungsausschuss, der die Umstände um das Attentat in Solingen untersucht und auch dort Sprecherin der AfD-Fraktion.
Seli-Zacharias spricht sich gegen die Bildung von Parallelgesellschaften und gegen Waffenlieferungen an die Ukraine aus; sie befürwortet die Einführung eines Kopftuchverbots an Schulen („Kinderkopftuchverbot“). Ihre politischen Schwerpunkte sind die Themen Islamismus, Integration und Migration. Sie lehnt eine Impfung gegen COVID-19 ab und rief im November 2020 in Gelsenkirchen zu einer Kundgebung zur Aufhebung des Lockdowns auf.